# Plinia rupestris
Plinia rupestris là một loài thực vật thuộc họ Myrtaceae. Đây là loài đặc hữu của Cuba.